# Gấu Teddy (Miś)
Gấu Teddy (phiên bản tiếng Ba Lan là Miś), là một bộ phim hài Ba Lan do đạo diễn Stanisław Bareja sản xuất năm 1980. Gấu Teddy cùng với Chuyến hành trình (Rejs), như là một sự phản ánh xã hội đương thời Ba Lan trong thời kỳ chủ nghĩa xã hội. Bộ phim đã vượt qua được sự kiểm duyệt vào thời điểm lúc bấy giờ bằng sự hài hước siêu thực. Đây là bộ phim đình đám Ba Lan một thời và được các nhà phê bình đánh giá là một trong những phim Ba Lan hay nhất mọi thời đại.

## Tình tiết phim
Rysiek (thủ vai: Stanisław Tym, đồng thời cũng là người viết kịch bản), là một người quản lý khôn khéo của một câu lạc bộ thể thao được nhà nước tài trợ. Anh này phải đến London trước khi bị vợ cũ Irena (thủ vai: Barbara Burska) lấy đi một số tiền khổng lồ từ một khoản tiết kiệm từng có chung, từ thời  cả hai vẫn còn mặn nồng.

Nhưng để xuất ngoại ra khỏi một quốc gia cộng sản chưa bao giờ là điều dễ dàng, ngay cả đối với một cán bộ có quan hệ rộng như Rysiek. Trong khi đó, cô vợ cũ Irena dường như đã phá bĩnh quá trình làm hộ chiếu của Rysiek để giữ chân anh ở Warsaw, để phần mình có thể đến London sớm hơn. Điều này dẫn đến việc Rysiek  phải tạo ra một kế hoạch Byzantine, liên quan đến việc sản xuất một bộ phim với bạn của mình. Anh ta vẽ ra kế hoạch này để viện cớ đi tìm một người trông giống mình, "đã mượn" hộ chiếu của anh, nhằm chặn kế hoạch của mụ vợ cũ lại.

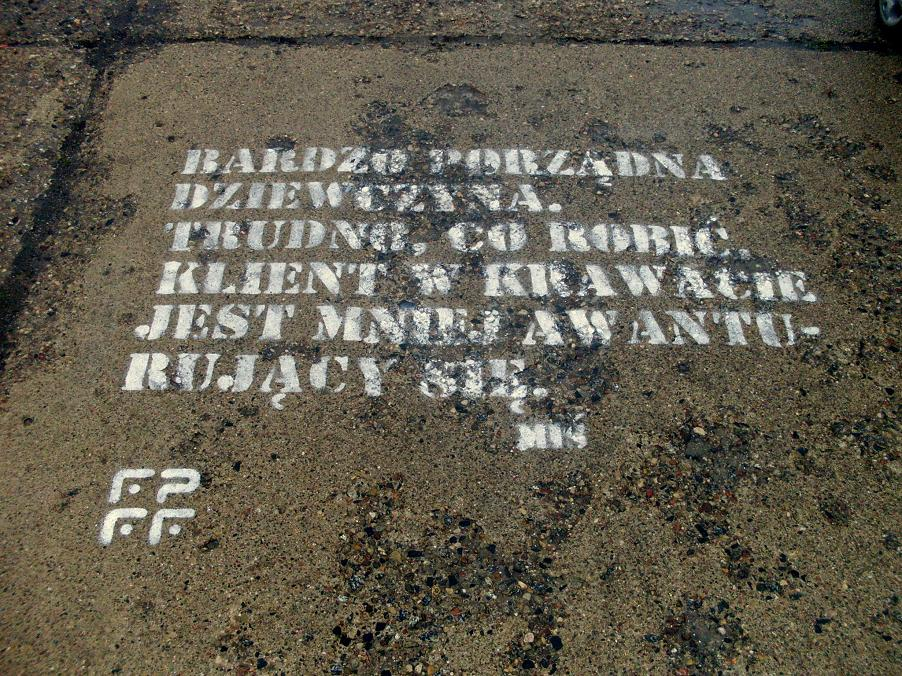
Trích dẫn từ phim Gấu Teddy trong phần quảng bá của Liên hoan phim Ba Lan XXXIV tại Gdynia, năm 2009

Những điều hài hước trong bộ phim được phác họa qua chuyến hành trình của nhân vật chính, phơi bày từ nạn tham nhũng, cho đến bộ máy quan liêu vô lý, hối lộ tràn lan và thị trường chợ đen đầy rẫy trong thời kỳ chủ nghĩa xã hội ở Cộng hòa Nhân dân Ba Lan.
Gấu Teddy là biệt danh của nhân vật chính, và cũng là một con gấu rơm lớn được sử dụng trong một âm mưu tham nhũng.

## Diễn viên
- Stanisław Tym trong vai Ryszard Ochódzki và Stanisław Paluch
- Barbara Burska trong vai Irena Ochódzka
- Krystyna Podleska (Christine Paul-Podlasky) trong vai Aleksandra Kozel
- Krzysztof Kowalewski trong vai Jan Hochwander
- Bronisław Pawlik trong vai Stuwała
- Ewa Bem trong vai nhân vật có tên tương tự
- Zofia Czerwińska trong vai Irena Siwna
- Stanisław Mikulski trong vai "Thuyền trưởng Ryś" aka "Wujek Dobra Rada" ("Một ông chú với nhiều lời khuyên tốt")
- Wojciech Pokora trong vai Włodarczyk
- Eugeniusz Priwieziencew trong vai một dân quân
- Hanna Skarżanka